# Copa da Divisão Profissional de Futebol de 2023
A Copa da Divisão Profissional de 2023, chamada oficialmente de Copa Tigo de 2023, por razões de patrocínio, foi a 1ª edição da competição e será um dos torneios da temporada do Campeonato Boliviano de Futebol. Começará em 14 de fevereiro e será jogado durante toda a temporada. 
O campeão da competição se classificará para a Copa Libertadores da América de 2024 como Bolívia 4, enquanto que o vice-campeão se classificará para a Copa Sul-Americana de 2024 como Bolívia 1.

## Formato
Foi definido pelo Conselho Superior da FBF que o torneio seria disputado em três grupos: A, B e C. Dois grupos formados por seis equipes e um com cinco times. Os três melhores dos grupos de seis clubes e os dois melhores do grupo de cinco clubes se classificam para a liguilla final, em que o vencedor será o campeão da competição e se classificará para a Copa Libertadores da América de 2024. As quartas de final e as semifinais terão ida e volta, enquanto que a final será jogada em partida única em campo neutro. Em caso de que os times fiquem empatados após o tempo regulamentado a partida será decidida nos pênaltis. O formato inclui que as partidas disputadas na fase de grupos sejam tomadas em conta na tabela acumulada da temporada 2023.

## Equipes participantes
Um total de 17 equipes participarão dessa edição, 15 da equipes da edição de 2022, e o campeão e o vice-campeão da segunda divisão de 2022.
| Pos. | Rebaixados da División Profesional                            |
| ---- | ------------------------------------------------------------- |
| 16º  | Universitario de Sucre (Perdedor do play-off de rebaixamento) |

| Pos. | Promovidos da Copa Simón Bolivar            |
| ---- | ------------------------------------------- |
| 1º   | Vaca Díez                                   |
| 2º   | Libertad Gran Mamoré (Vencedor do play-off) |

### Informação das equipes
| Equipe                  | Cidade                  | Departamento | Estádio                  | Capacidade | Títulos | 2021 |
| ----------------------- | ----------------------- | ------------ | ------------------------ | ---------- | ------- | ---- |
| Always Ready            | El Alto                 | La Paz       | Municipal de El Alto     | 25.000     | 3       | 3º   |
| Aurora                  | Cochabamba              | Cochabamba   | Félix Capriles           | 32.000     | 2       | 11º  |
| Blooming                | Santa Cruz de la Sierra | Santa Cruz   | Ramón Aguilera Costas    | 32.000     | 5       | 8º   |
| Bolívar                 | La Paz                  | La Paz       | Hernando Siles           | 42000      | 29      | 1º   |
| Guabirá                 | Montero                 | Santa Cruz   | Gilberto Parada          | 18.000     | 1       | 6º   |
| Independiente Petrolero | Sucre                   | Chuquisaca   | Olímpico Patria          | 30.000     | 1       | 10º  |
| Jorge Wilstermann       | Cochabamba              | Cochabamba   | Félix Capriles           | 32.000     | 15      | 12º  |
| Libertad Gran Mamoré    | Trinidad                | Beni         | Gran Mamoré              | 15.000     | 0       |      |
| Nacional Potosí         | Potosí                  | Potosí       | Víctor Agustín Ugarte    | 30.000     | 0       | 4º   |
| Oriente Petrolero       | Santa Cruz de la Sierra | Santa Cruz   | Ramón Aguilera Costas    | 38.500     | 5       | 5º   |
| Palmaflor del Trópico   | Quillacollo             | Cochabamba   | Municipal de Quillacollo | 5.000      | 0       | 7º   |
| Real Santa Cruz         | Santa Cruz de la Sierra | Santa Cruz   | Real Santa Cruz          | 12.000     | 0       | 14º  |
| Real Tomayapo           | Tarija                  | Tarija       | IV Centenario            | 20.000     | 0       | 13º  |
| Royal Pari              | Santa Cruz de la Sierra | Santa Cruz   | Ramón Aguilera Costas    | 38.500     | 0       | 5º   |
| The Strongest           | La Paz                  | La Paz       | Hernando Siles           | 42.000     | 15      | 3º   |
| Universitario de Vinto  | Vinto                   | Cochabamba   | Estadio Hipólito Lazarte | 2.000      | 0       | 15°  |
| Vaca Díez               | Cobija                  | Pando        | Roberto Jordán Cuella    | 24.000     | 0       |      |

## Fase de Grupos

### Grupo A
| Pos | Equipe               | Pts | J  | V | E | D | GP | GC | SG  | Classificação  |     | BOL | WIL | RPA | LIB | RTO | OPE |
| --- | -------------------- | --- | -- | - | - | - | -- | -- | --- | -------------- | --- | --- | --- | --- | --- | --- | --- |
| 1   | Bolívar              | 24  | 10 | 8 | 0 | 2 | 23 | 8  | +15 | Liguilla Final |     | —   | 2–0 | 5–1 | 4–0 | 2–1 | 4–0 |
| 2   | Jorge Wilstermann    | 17  | 10 | 5 | 2 | 3 | 20 | 11 | +9  | Liguilla Final |     | 3–1 | —   | 2–0 | 4–1 | 0–1 | 2–2 |
| 3   | Royal Pari           | 13  | 10 | 4 | 1 | 5 | 14 | 15 | −1  | Liguilla Final |     | 1–2 | 2–1 | —   | 3–0 | 3–0 | 1–0 |
| 4   | Libertad Gran Mamoré | 13  | 10 | 4 | 1 | 5 | 10 | 17 | −7  |                |     | 0–2 | 0–2 | 2–1 | —   | 0–0 | 4–0 |
| 5   | Real Tomayapo        | 12  | 10 | 3 | 3 | 4 | 7  | 13 | −6  |                | 1–0 | 1–5 | 1–1 | 0–1 | —   | 1–0 |     |
| 6   | Oriente Petrolero    | 6   | 10 | 1 | 3 | 6 | 7  | 19 | −12 |                | 0–2 | 1–1 | 2–1 | 1–2 | 1–1 | —   |     |

### Grupo B
| Pos | Equipe                | Pts | J | V | E | D | GP | GC | SG | Classificação  |     | AUR | STR | GUA | PAL | RSC |
| --- | --------------------- | --- | - | - | - | - | -- | -- | -- | -------------- | --- | --- | --- | --- | --- | --- |
| 1   | Aurora                | 13  | 8 | 3 | 4 | 1 | 5  | 4  | +1 | Liguilla Final |     | —   | 1–1 | 0–0 | 0–0 | 2–1 |
| 2   | The Strongest         | 12  | 8 | 3 | 3 | 2 | 10 | 6  | +4 | Liguilla Final |     | 0–1 | —   | 1–0 | 2–0 | 4–0 |
| 3   | Guabirá               | 11  | 8 | 3 | 2 | 3 | 9  | 7  | +2 |                |     | 2–0 | 1–1 | —   | 1–0 | 0–1 |
| 4   | Palmaflor del Trópico | 10  | 8 | 2 | 4 | 2 | 5  | 5  | 0  |                | 0–0 | 2–0 | 3–2 | —   | 0–0 |     |
| 5   | Real Santa Cruz       | 6   | 8 | 1 | 3 | 4 | 4  | 12 | −8 |                | 0–1 | 1–1 | 1–3 | 0–0 | —   |     |

### Grupo C
| Pos | Equipe                  | Pts | J  | V | E | D | GP | GC | SG | Classificação  |     | BLO | CAR | UVI | NAC | VAC | IPE |
| --- | ----------------------- | --- | -- | - | - | - | -- | -- | -- | -------------- | --- | --- | --- | --- | --- | --- | --- |
| 1   | Blooming                | 22  | 10 | 7 | 1 | 2 | 16 | 8  | +8 | Liguilla Final |     | —   | 2–1 | 2–1 | 2–1 | 1–2 | 2–0 |
| 2   | Always Ready            | 15  | 10 | 4 | 3 | 3 | 20 | 17 | +3 | Liguilla Final |     | 1–1 | —   | 4–0 | 2–2 | 3–1 | 3–2 |
| 3   | Universitario de Vinto  | 15  | 10 | 4 | 3 | 3 | 17 | 17 | 0  | Liguilla Final |     | 2–1 | 2–2 | —   | 3–1 | 3–2 | 2–0 |
| 4   | Nacional Potosí         | 12  | 10 | 3 | 3 | 4 | 20 | 17 | +3 |                |     | 0–1 | 4–0 | 2–2 | —   | 5–0 | 1–1 |
| 5   | Vaca Díez               | 12  | 10 | 4 | 0 | 6 | 14 | 21 | −7 |                | 0–1 | 2–0 | 2–1 | 5–2 | —   | 0–1 |     |
| 6   | Independiente Petrolero | 8   | 10 | 2 | 2 | 6 | 10 | 17 | −7 |                | 0–2 | 1–4 | 1–1 | 1–2 | 3–0 | —   |     |

### Desempenho por rodada
Clubes que lideraram cada grupo ao final de cada rodada:
|         | 1   | 2   | 3   | 4   | 5   | 6   | 7   | 8   | 9   | 10  |
| Grupo A | RPA | WIL | WIL | BOL | WIL | BOL | BOL | BOL | BOL | BOL |
| Grupo B | RSC | STR | STR | AUR | STR | AUR | AUR | AUR | AUR | AUR |
| Grupo C | ALW | VAC | VAC | VAC | BLO | BLO | BLO | BLO | BLO | BLO |

Clubes que ficaram na última posição de cada grupo ao final de cada rodada:
|         | 1   | 2   | 3   | 4   | 5   | 6   | 7   | 8   | 9   | 10  |
| Grupo A | LIB | OPE | OPE | RTO | LIB | OPE | OPE | OPE | OPE | OPE |
| Grupo B | GUA | PAL | PAL | PAL | PAL | PAL | RSC | RSC | RSC | RSC |
| Grupo C | IND | IND | IND | IND | IND | IND | IND | IND | IND | IND |

## Liguilla Final
|  | Quartas de final                | Quartas de final                | Quartas de final                | Quartas de final                |   |            | Semifinais                      | Semifinais                      | Semifinais                      | Semifinais                      |  |         | Final                           | Final                           | Final                           | Final                           |  |  |
|  | 28 de novembro a 10 de dezembro | 28 de novembro a 10 de dezembro | 28 de novembro a 10 de dezembro | 28 de novembro a 10 de dezembro |   |            | 11 de dezembro a 14 de dezembro | 11 de dezembro a 14 de dezembro | 11 de dezembro a 14 de dezembro | 11 de dezembro a 14 de dezembro |  |         | 16 de dezembro a 18 de dezembro | 16 de dezembro a 18 de dezembro | 16 de dezembro a 18 de dezembro | 16 de dezembro a 18 de dezembro |  |  |
|  |                                 |                                 |                                 |                                 |   |            |                                 |                                 |                                 |                                 |  |         |                                 |                                 |                                 |                                 |  |  |
|  | Universitario de Vinto          | 1                               | 2                               | 3 (2)                           |   |            |                                 |                                 |                                 |                                 |  |         |                                 |                                 |                                 |                                 |  |  |
|  | Bolívar (pen)                   | 1                               | 2                               | 3 (3)                           |   |            |                                 |                                 |                                 |                                 |  |         |                                 |                                 |                                 |                                 |  |  |
|  | Bolívar (pen)                   | 1                               | 2                               | 3 (3)                           |   | Bolívar    | 3                               | 0                               | 3                               |                                 |  |         |                                 |                                 |                                 |                                 |  |  |
|  |                                 |                                 |                                 |                                 |   | Bolívar    | 3                               | 0                               | 3                               |                                 |  |         |                                 |                                 |                                 |                                 |  |  |
|  |                                 | Aurora                          | 1                               | 1                               | 2 |            |                                 |                                 |                                 |                                 |  |         |                                 |                                 |                                 |                                 |  |  |
|  | Always Ready                    | Aurora                          | 1                               | 1                               | 2 | 0          | 1                               | 1                               |                                 |                                 |  |         |                                 |                                 |                                 |                                 |  |  |
|  | Always Ready                    |                                 |                                 |                                 |   | 0          | 1                               | 1                               |                                 |                                 |  |         |                                 |                                 |                                 |                                 |  |  |
|  | Aurora                          | 1                               | 4                               | 5                               |   |            |                                 |                                 |                                 |                                 |  |         |                                 |                                 |                                 |                                 |  |  |
|  | Aurora                          | 1                               | 4                               | 5                               |   |            |                                 |                                 |                                 |                                 |  | Bolívar | 2                               | 1                               | 3                               |                                 |  |  |
|  |                                 |                                 |                                 |                                 |   |            |                                 |                                 |                                 |                                 |  | Bolívar | 2                               | 1                               | 3                               |                                 |  |  |
|  |                                 | Jorge Wilstermann               | 1                               | 0                               | 1 |            |                                 |                                 |                                 |                                 |  |         |                                 |                                 |                                 |                                 |  |  |
|  | Royal Pari                      | Jorge Wilstermann               | 1                               | 0                               | 1 | 0          | 2                               | 2                               |                                 |                                 |  |         |                                 |                                 |                                 |                                 |  |  |
|  | Royal Pari                      |                                 |                                 |                                 |   | 0          | 2                               | 2                               |                                 |                                 |  |         |                                 |                                 |                                 |                                 |  |  |
|  | Blooming                        | 0                               | 1                               | 1                               |   |            |                                 |                                 |                                 |                                 |  |         |                                 |                                 |                                 |                                 |  |  |
|  | Blooming                        | 0                               | 1                               | 1                               |   | Royal Pari | 0                               | 2                               | 2                               |                                 |  |         |                                 |                                 |                                 |                                 |  |  |
|  |                                 |                                 |                                 |                                 |   | Royal Pari | 0                               | 2                               | 2                               |                                 |  |         |                                 |                                 |                                 |                                 |  |  |
|  |                                 | Jorge Wilstermann               | 2                               | 1                               | 3 |            |                                 |                                 |                                 |                                 |  |         |                                 |                                 |                                 |                                 |  |  |
|  | Jorge Wilstermann               | Jorge Wilstermann               | 2                               | 1                               | 3 | 1          | 2                               | 3                               |                                 |                                 |  |         |                                 |                                 |                                 |                                 |  |  |
|  | Jorge Wilstermann               |                                 |                                 |                                 |   | 1          | 2                               | 3                               |                                 |                                 |  |         |                                 |                                 |                                 |                                 |  |  |
|  | The Strongest                   | 2                               | 0                               | 2                               |   |            |                                 |                                 |                                 |                                 |  |         |                                 |                                 |                                 |                                 |  |  |